# 天満神社 (新上五島町)
天満神社（てんまんじんじゃ）は、長崎県新上五島町続浜ノ浦郷（つづきはまのうらごう）のうちの浜ノ浦地区に鎮座する神社である。

## 祭神
菅原道真公、随身・渡会春彦を主祭神に、事代主命・大山祇命・ 仁徳天皇の3柱を配祀する。
配祀神中の事代主命は郷内・蛭子神社、大山祇命は同・山神神社、仁徳天皇は同・若宮神社の祭神である。

### 境内社

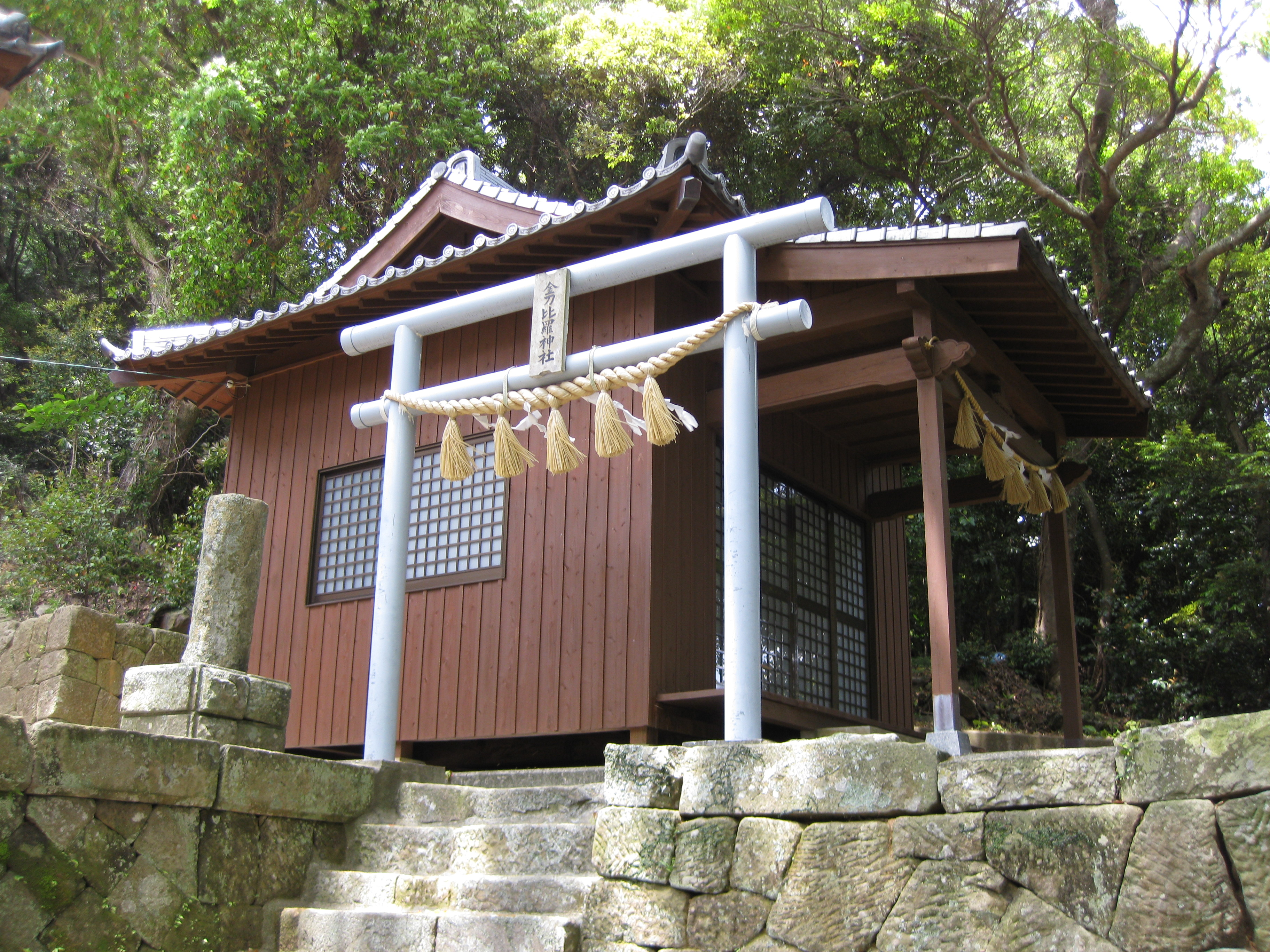
境内社・金刀比羅神社

- 金刀比羅神社・下社

## 歴史
創建年代は不詳。寛文12年（1672年）8月25日に祭典執行の記録があることから、それ以前の創建である。当社は旧平戸藩領地の当郷・道土井・飯ノ瀬戸の産土神であり、毎年の祭礼には時の代官や各郷の氏子総代を始め、各戸主家族に至るまで参詣したと伝えられる。

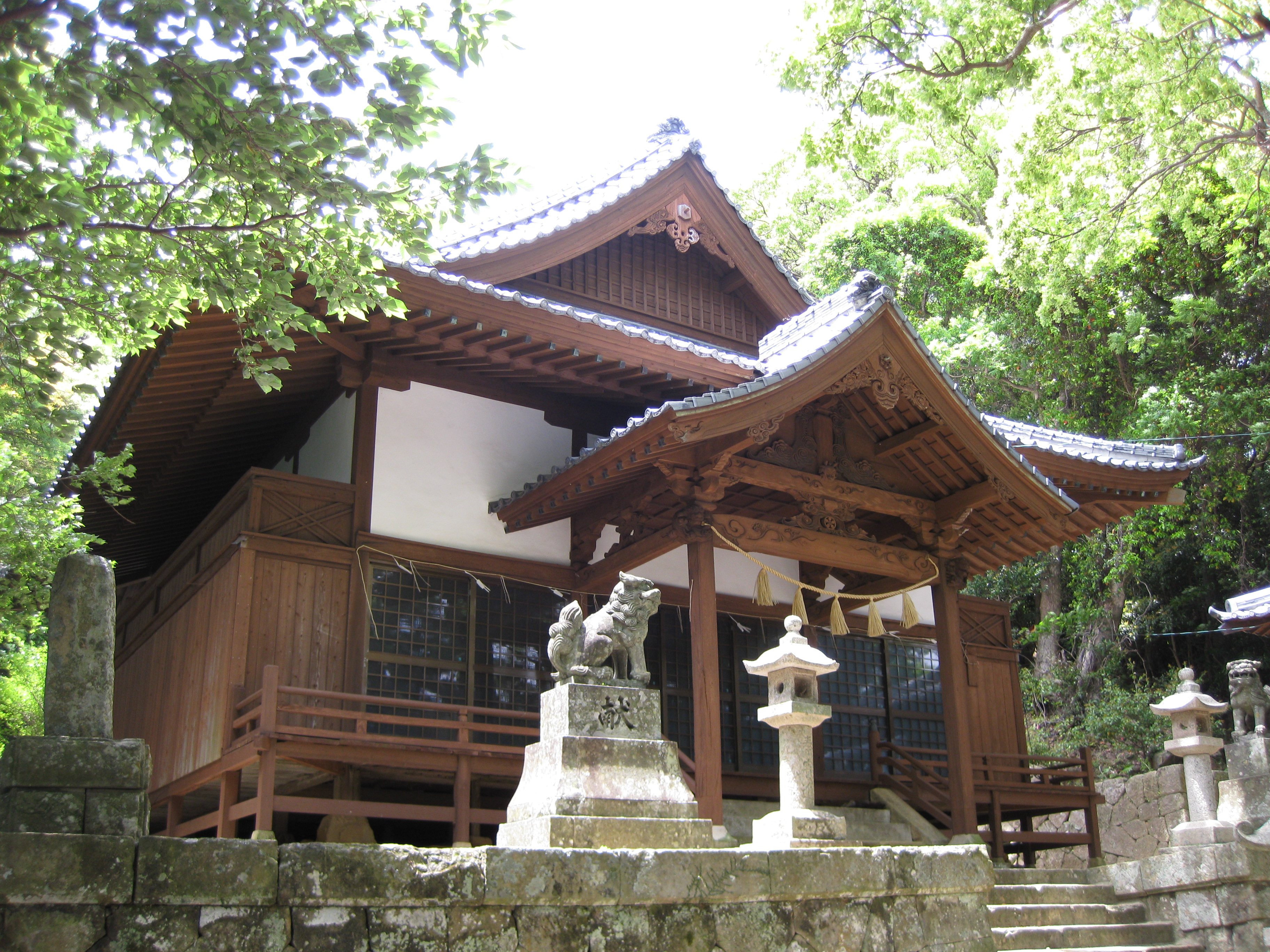
社殿

明治7年（1874年）5月5日に村社に列せられ、大正2年（1913年）9月25日に蛭子神社、若宮神社を、同5年（1916年）5月23日に山神神社を合祀。後年、同社は現在地に複祀されている。昭和4年（1952年）2月26日に神饌幣帛料供進神社に指定された。

## 祭祀
10月24、25日の例祭には上五島神楽が奉納される。上五島神楽は国の選択無形民俗文化財に選択された五島神楽に含まれ、長崎県無形民俗文化財に単独で指定された。
主な祭礼・神事
- 例大祭（10月24、25日）

## その他の神社
その他の続浜ノ浦郷の神社に山神神社、金刀比羅神社・上社、蛭子神社、役行者宮がある。
また、隣接する道土井郷に大山祇神社、飯ノ瀬戸郷に蛭子神社がある。

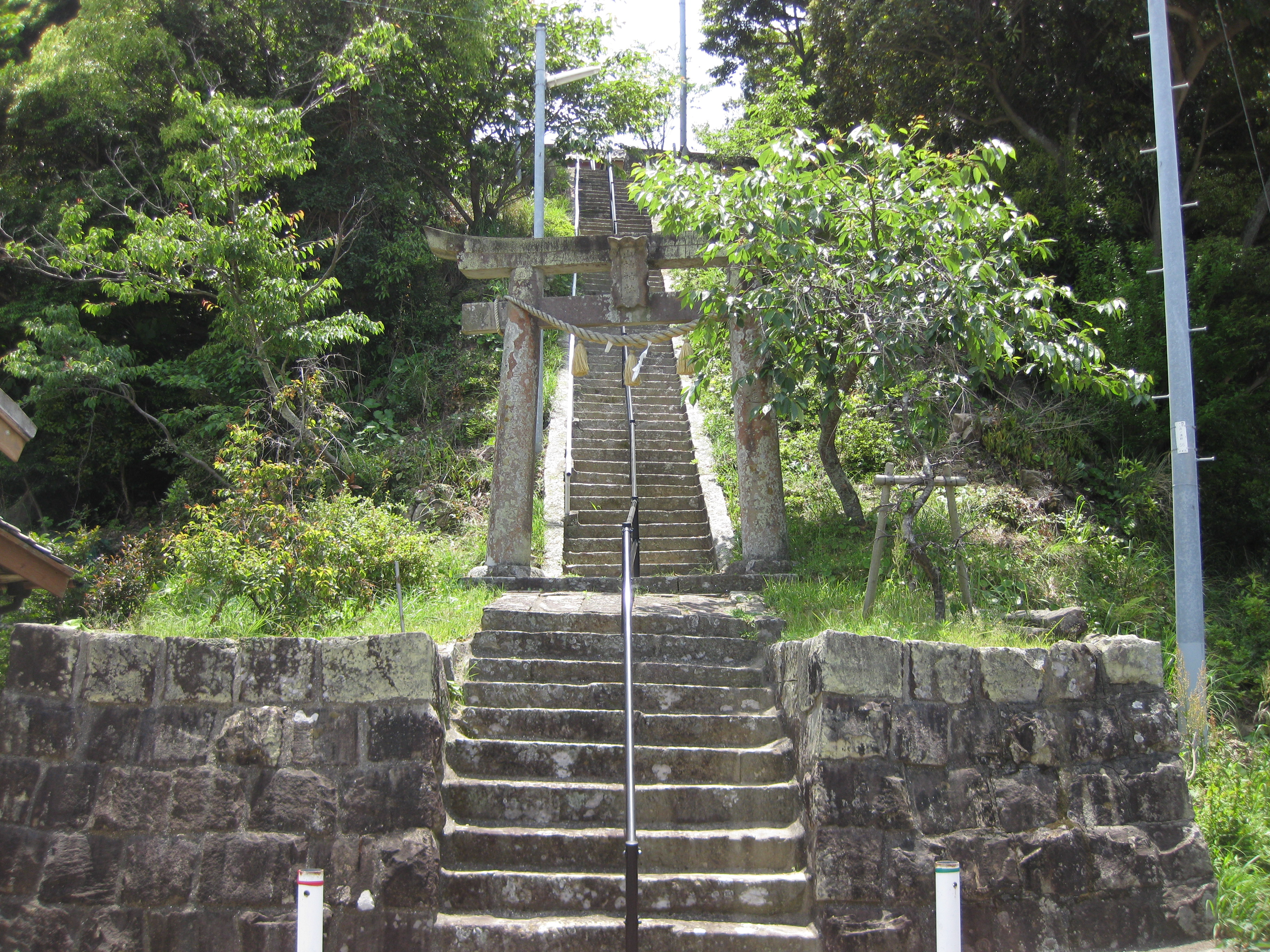
山神神社
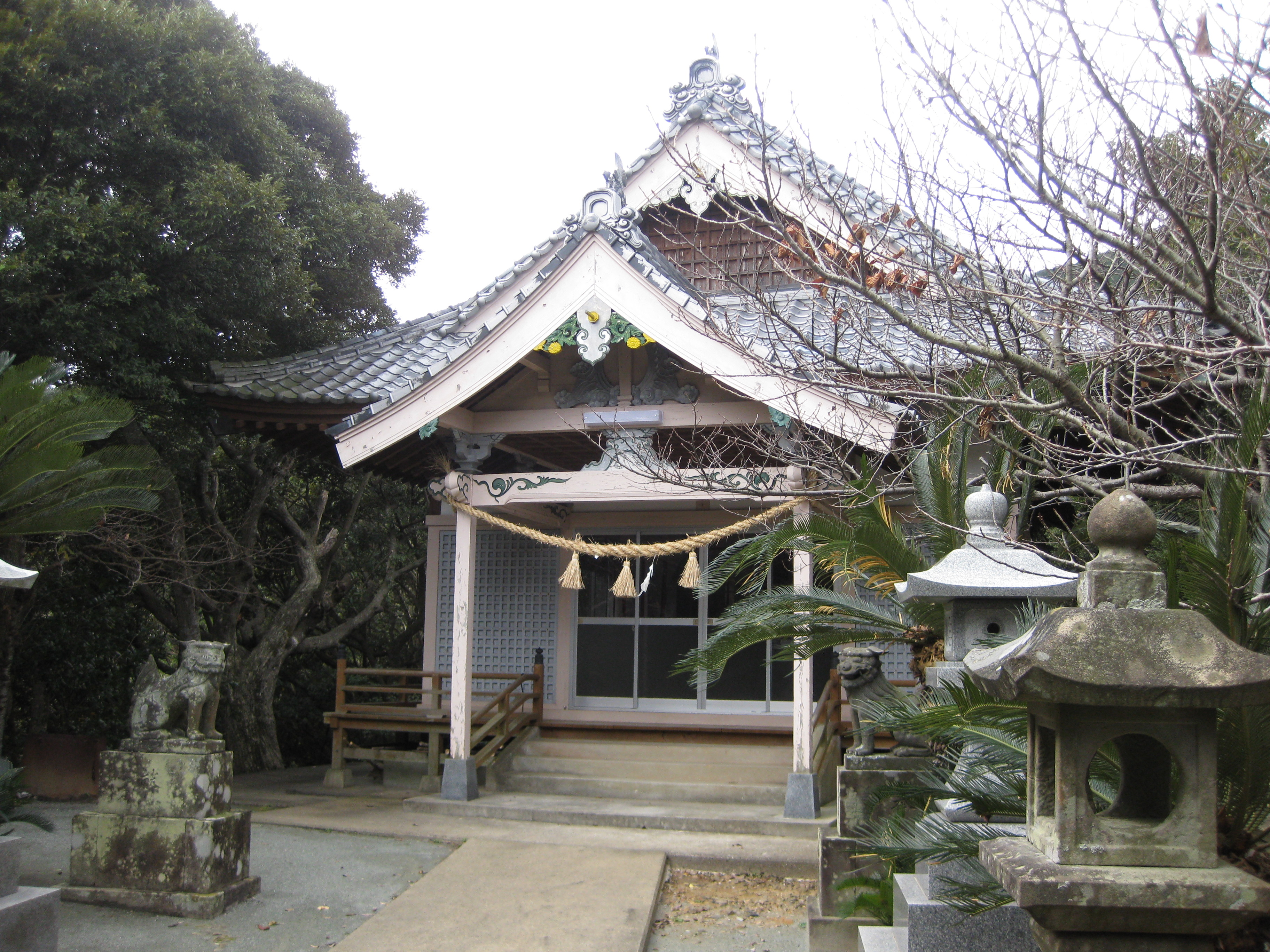
大山祇神社（道土井郷）
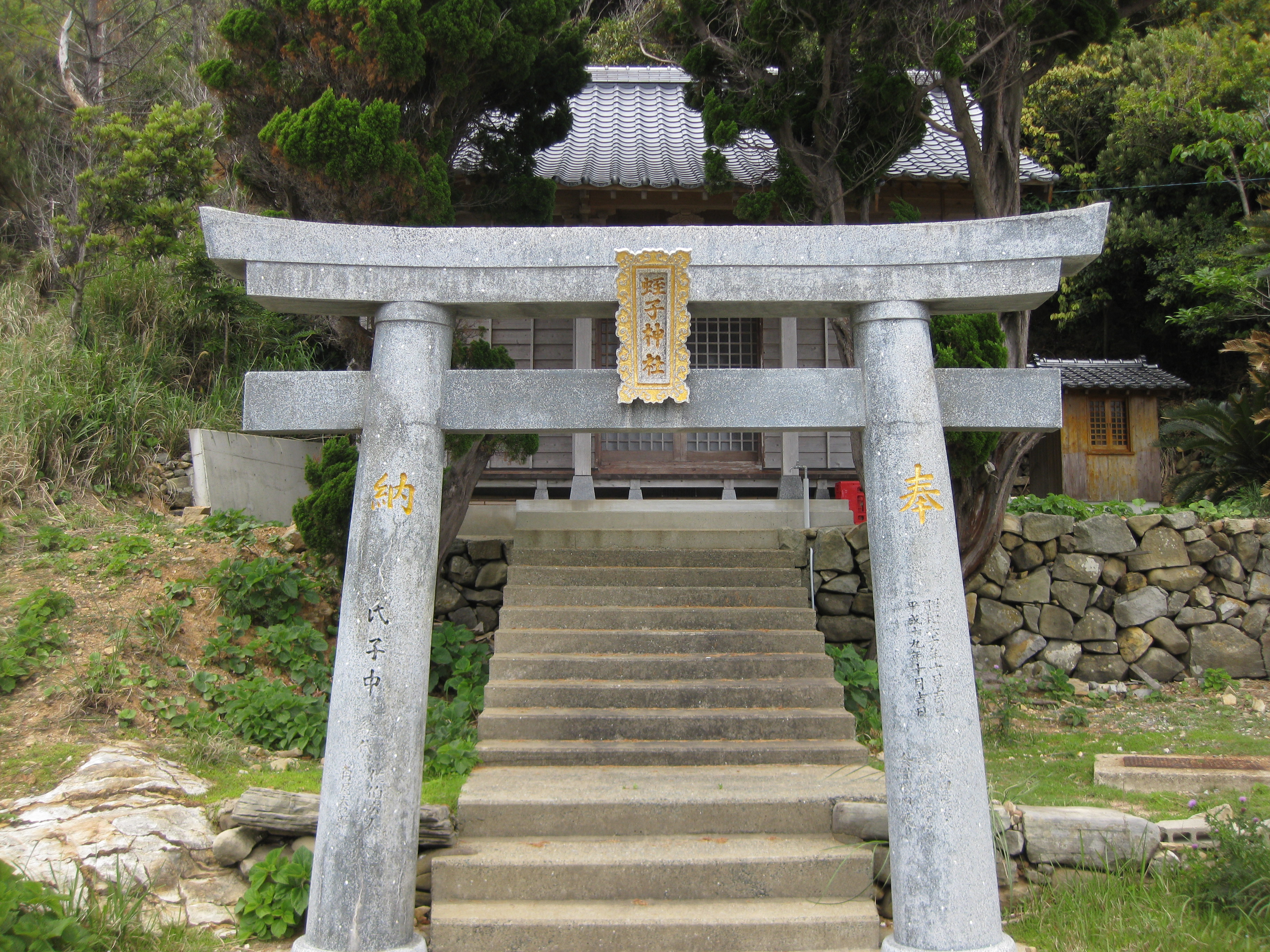
蛭子神社（飯ノ瀬郷）